# Протесты в Гвинее (2009)
Протест в Гвинее в 2009 году — митинг, организованный 28 сентября 2009 года в городе Конакри (Гвинея) сторонниками оппозиции, протестующими против планов по выдвижению лидеров правящей военной хунты в кандидаты на предстоящих президентских выборах. Митинг был жестоко подавлен армейскими частями, которые открыли огонь по демонстрантам, убив по меньшей мере 157 человек и ранив около 1200 митингующих.
Глава режима Мусса Дадис Камара в 2024 году в связи с этим был признан виновным в преступлениях против человечности и приговорен к 20 годам заключения.

## Предпосылки
24 декабря 2008 года через несколько часов после смерти бывшего президента страны Лансана Конте состоялся военный переворот, в результате которого к власти пришла военная хунта во главе с армейским капитаном Муссой Дадисом Камарой, назвавшая себя Национальным советом за демократию и развитие. Лидеры военного режима обещали восстановить в Гвинее гражданский порядок и демократический строй, развернуть широкомасштабную борьбу с коррупцией, преступностью и наркогруппировками, а также пересмотреть государственные контракты на добычу полезных ископаемых и аннулировать невыгодные для государства договоры. Общественность поддержала военный режим, поскольку по мнению политических обозревателей народ Гвинеи устал от произвола, творившегося во время 24-летнего правления бывшего президента. Правительство страны выработало новую программу развития и в своём роде выделило большой кредит доверия пришедшим к власти в результате военного переворота в надежде будущих позитивных изменений в стране.
Тем не менее, некоторое время спустя правящая хунта начала терять общественную поддержку главным образом в связи с авторитарными методами управления страной, проводимыми в жизнь весьма жёсткими способами. Дисциплина в армии, на которую опирается правящий режим страны, резко упала, солдаты периодически промышляют мародёрством и капитан Камара, вопреки прежним своим заверениям, выступил с заявлением о намерениях баллотироваться на пост президента Гвинеи на выборах в январе 2010 года.

## События

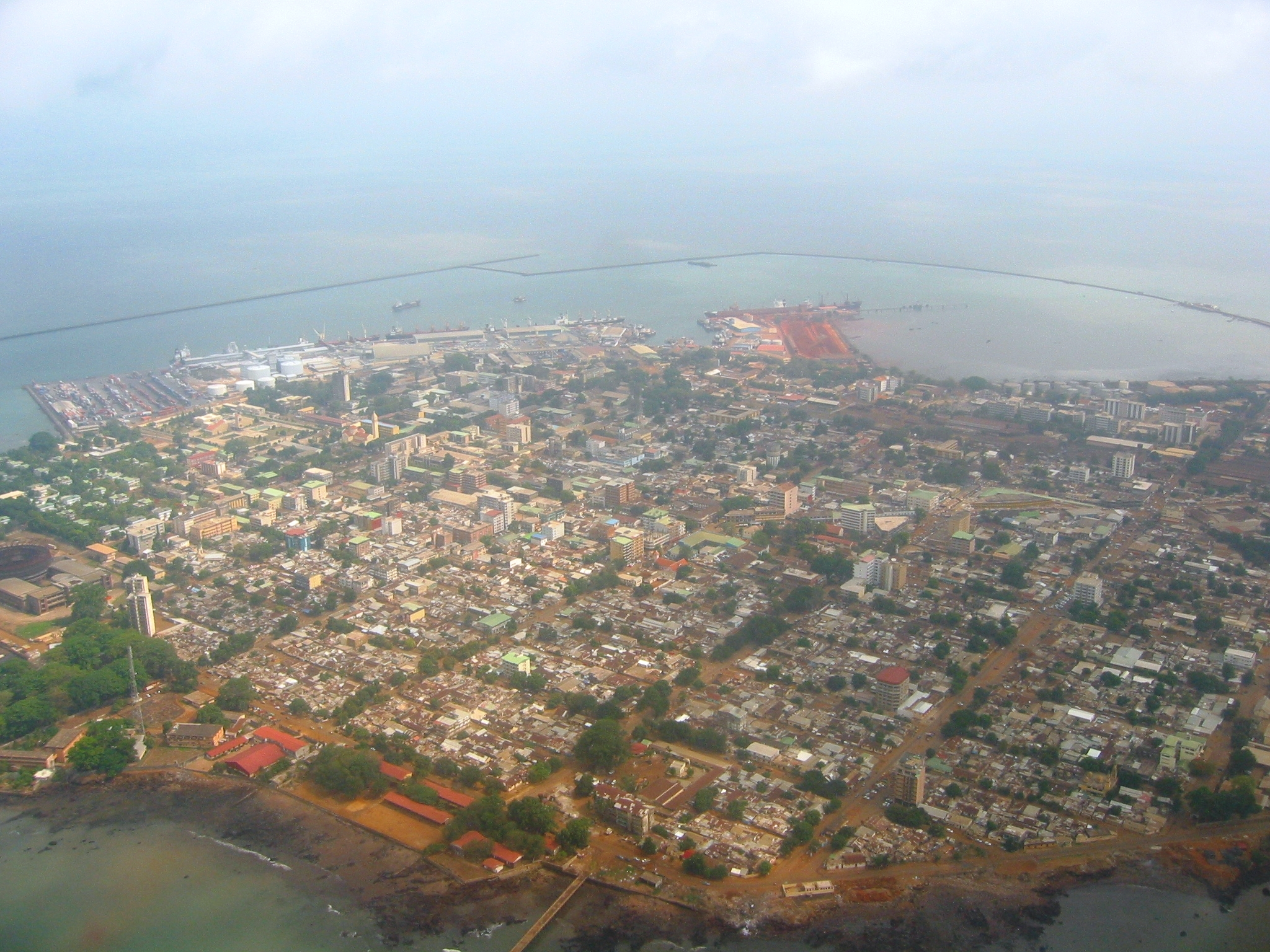
Столица Гвинеи город Конакри

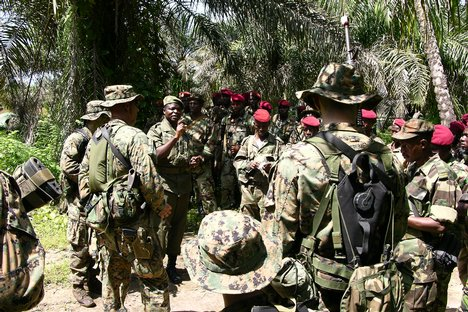
Подразделение армии Гвинеи

28 сентября 2009 года сторонники оппозиции организовали в столице Гвинеи акцию протеста, вопреки официальному запрету властей на проведение данного митинга. Около 50 тысяч демонстрантов собрались у национального стадиона, неся антиправительственные плакаты с надписями «Долой армию от власти», «Остановить режим» и другими.
Военные подразделения сначала применили против демонстрантов слезоточивый газ, а затем открыли огонь. По данным правозащитных организаций в результате столкновения погибло по меньшей мере 157 человек и более 1200 демонстрантов получили ранения различной степени тяжести. Министерство внутренних дел официально сообщило о 57 жертвах, включая и тех, которые были затоптаны в ходе возникшей паники. По словам свидетелей инцидента и представителей правозащитников солдаты добивали раненых штыками, догоняли убегающих людей и насиловали женщин. Врач-реаниматолог государственной больницы Конакри говорит, что больничные помещения были похожи на настоящую бойню.
Оппозиция обвинила власти страны в сокрытии истинных размеров трагедии и в организации сбора и вывоза убитых в обстановке полной секретности. Во время разгона митинга были ранены два лидера оппозиции — бывшие премьер-министры Гвинеи Селу Дальен Диалло и Сидья Туре.
2 октября 2009 года к главной мечети Конакри были привезены 57 тел погибших (по официальной версии) демонстрантов. На сайте правительства появилась краткая информация о незначительном столкновении жителей столицы с сотрудниками службы безопасности.
5 октября 2009 года оппозиция организовала первую акцию протеста за пределами Конакри. В этот же день в городе Кисидугу началась всеобщая забастовка, во всём городе были закрыты магазины и правительственные учреждения, полностью прекращено автомобильное и пешеходное движение на улицах города.
12 октября 2009 года сторонники оппозиции вместе с профсоюзным движением устроили всеобщую забастовку в столице страны городе Конакри, чтобы почтить память жертв резни. Жителей города призвали оставаться в своих домах и молиться за убитых во время инцидента 28 сентября 2009 года.

## Реакция властей и оппозиции

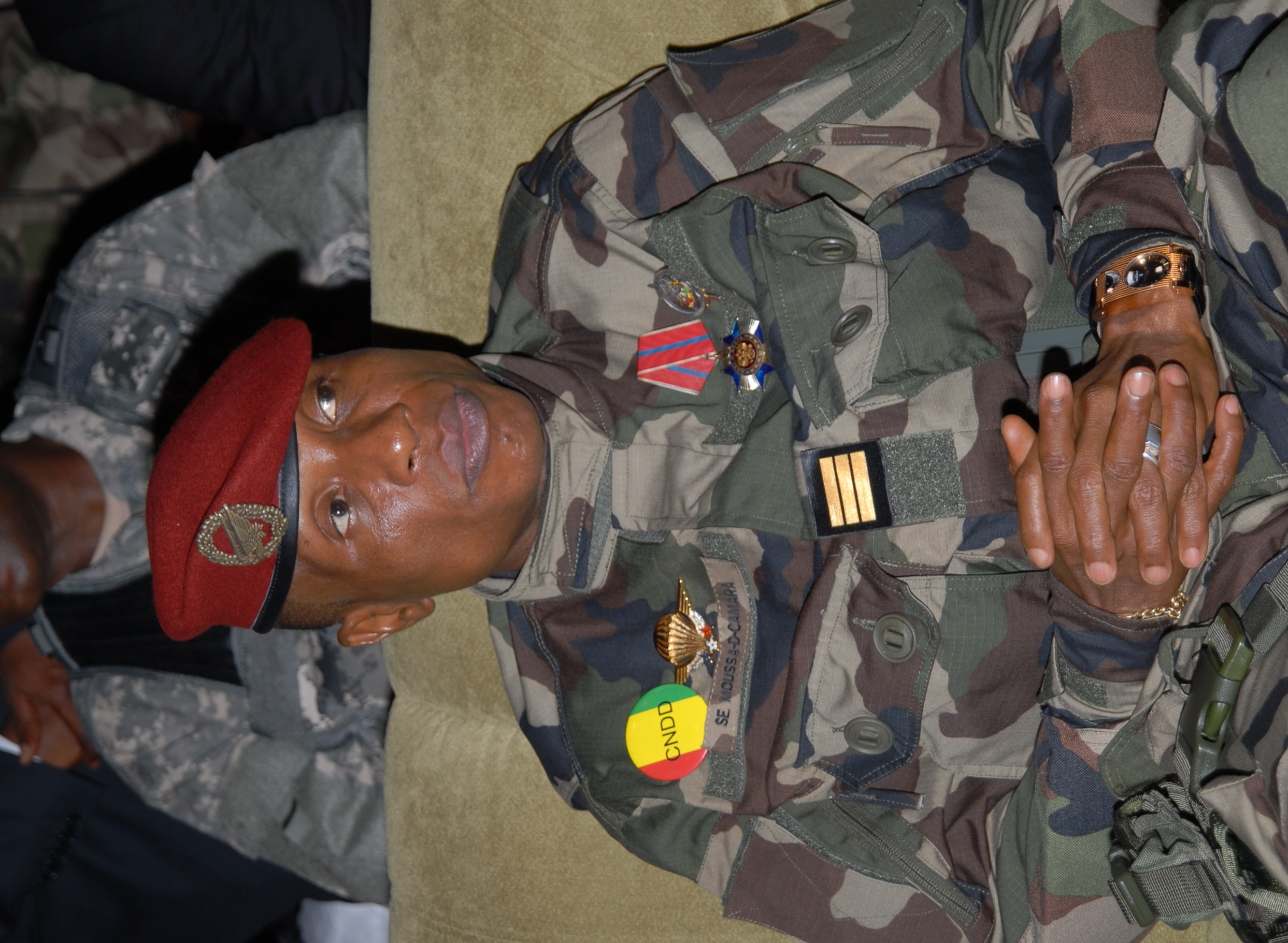
Лидер правящей хунты Гвинеи Мусса Дадис Камара

29 сентября 2009 года в интервью Международному французскому радио Мусса Камара признал, что во время столкновения с демонстрантами 28 сентября армейские подразделения потеряли контроль над ситуацией, однако он отрицал факты изнасилования женщин и жестоких убийств мирных жителей. Камара добавил также, что армии трудно контролировать ситуацию в стране и выразил «глубокую скорбь» родственникам погибших. В этом же интервью глава военной хунты обвинил лидеров оппоцизии в подстрекательстве жителей Гвинеи к беспорядкам и спонсированию организации так называемого молодёжного бунта.
30 сентября 2009 года в стране вводится полный запрет на любые массовые собрания и объявляется двухдневный национальный траур. Камара выступает с заявлением о том, что государственные преступники и их спонсоры будут найдёны в ближайшее время и сурово наказаны. Глава хунты также призвал религиозных лидеров страны, общественные организации, политические партии и средства массовой информации воздержаться от публичных заявлений и действий, которые могут дестабилизировать общественный порядок в стране.
Камара призвал к созданию нового правительства национального единства, в состав которого должны войти представители различных политических партий, и к созданию международной комиссии под эгидой Организации Объединённых Наций для расследования обстоятельств случившегося 28 сентября 2009 года и событий января-февраля 2007 года. Он также обратился к лидерам других африканских стран с просьбой о посредничестве между различными политическими силами внутри страны. Камара особо подчеркнул, что в случае его отставки с поста президента Гвинеи и отказа от участия в президентских выборах 2010 года в стране может вновь произойти военный переворот, поскольку он оказался заложником своей же армии, высшие чины которой вынашивают планы по захвату власти в стране 4 октября 2009 года лидер хунты официально заявил, что не несёт никакой ответственности за события 28 сентября..
29 сентября 2009 года лидер оппозиции Альфа Конде, находившийся в то время в Нью-Йорке, объявил о мобилизации общественных движений и призвал к продолжению акций протеста против «уголовного режима» Гвинеи. 1 октября Альфа Конде отклонил предложение Камары о создании правительства национального единства, назвав главу военной хунты «ненадёжным партнером». Экс премьер правительства Гвинее Сидья Туре также заявила, что «она не заинтересована ни в какой степени в организации общего правительства и главным вопросом в данный момент является определение человека, отдавшего приказ открыть огонь по толпе». Лидер оппозиционной партии «Новые демократические силы» Селу Дальен Диалло определил предложение Камары, как попытку «отвлечь внимание» от главных вопросов, а оппозиционная коалиция партий, известная как «Форум демократических сил Гвинеи», призвала Африканский союз и Экономическое сообщество стран Западной Африки к организации миротворческой миссии в Гвинее для защиты мирного населения страны.
5 октября 2009 года с посреднической миссией от имени Экономического сообщества стран Западной Африки в Конакри прибыл президент Буркина-Фасо Блез Компаоре, который призвал власти и силы оппозиции сесть за стол переговоров. Компаоре предложил организовать встречу двух противоборствующих сторон в столице Буркина Фасо Уагадугу и получил предварительное согласие от правящего режима. Экс премьер-министр и один из лидеров оппозиционного движения Селу Дальен Диалло, тем не менее, считает необходимым условием для начала переговоров арест должностных лиц, ответственных за массовые убийства в Конакри 28 сентября 2009 года.
7 октября 2009 года власти Гвинеи объявили о создании независимой комиссии для расследования событий 28 сентября в Конакри. В её состав должен был войти 31 человек, включая четырёх членов политических партий, трёх членов профсоюзов и общественных организаций, трёх представителей армии и трёх сотрудников правозащитных организаций. Остальные члены комиссии должны были быть юристами, судьями и преподавателями. Оппозация сразу же отказалась от идеи создания комитетов, контролируемых действующим правительством, и очередной раз призвала к проведению международного расследования.

## Международная реакция
- Генеральный секретарь Организации Объединённых Наций Пан Ги Мун (Ban Ki-moon) осудил действия властей Гвинеи и определил их, как «чрезмерное использование силы», а также заявил, что потрясён размером разыгравшейся в Конакри трагедии, количеством жертв и раненых и масштабами причинённого ущерба. Пан Ги Мун призвал власти страны проявлять максимальную сдержанность[4]. 30 сентября 2009 года Верховный комиссар ООН по правам человека Наванетхем Пиллэй (Navanethem Pillay) осудила кровопролитие в Гвинее и призвала начать международное расследование причин этой трагедии[22][23].
- Африканский союз назвал происшедшее 28 октября 2009 года «безжалостным обстрелом безоружных гражданских лиц»[4] и выразил озабоченность ухудшением ситуации в Гвинее. Союз обязался ввести дополнительные санкции против правящей хунты в случае выдвижения её лидера на президентские выборы 2010 года[14][24].
- Экономическое сообщество стран Западной Африки (ECOWAS) пригрозило введением санкций против Гвинеи[4] и 3 октября 2009 года назначило президента Буркина Фасо Блеза Компаоре официальным посланником Сообщества в Гвинее. Возложенные на Компаоре обязанности заключаются в содействии уменьшения напряженности в стране, проведении диалога с оппозицией и помощь властям в целях проведения заслуживающих доверия демократических выборов в январе 2010 года[25]. Президент Буркина Фасо начал свою миссию 5 октября 2009 года[26].
- Европейский союз в резкой форме осудил действия правящего режима против демократических выступлений демонстрантов. Верховный представитель Европейского союза по общей внешней политике и политике безопасности Хавьер Солана (Javier Solana) потребовал от властей Гвинеи немедленно освободить задержанных лидеров оппозиции и призвал к максимальной сдержанности и обеспечении безопасности граждан страны[27].
- Соединённые Штаты Америки выразили свою обеспокоенность по поводу «отсутствия безопасности в Конакри» и призвали к обеспечению безопасности всех граждан и иностранцев в соответствии с общепризнанными правами человека. США потребовали от правящей хунты проведение выборов в январе 2010 года без участия членов нынешнего правительства[28]. 6 октября 2009 года Государственный секретарь США Хиллари Клинтон (Hillary Clinton) заявила, что США «шокированы и возмущены насилием в Гвинее» и что «гвинейские власти должны признать свою вину и принести глубокие извинения своим гражданам», а также «должны понять, что не могут оставаться у власти» после данного инцидента. Клинтон настоятельно призвала привлечь к ответственности всех виновных в массовых убийствах и изнасилованиях и предпринять соответствующие шаги со стороны международного сообщения в отношении правительства в Конакри[29].
- Реакция Франции была не менее жёсткой: «в ходе мирных демонстраций армией использовались жестокие и кровавые репрессии против оппозиции и гражданского общества»[30]. Франция объявила о немедленной приостановке военного сотрудничества с Гвинеей и о начале пересмотра двусторонних отношений с этой страной, которые включают в себя меры экономической помощи[31]. 4 октября 2009 года министр иностранных дел Франции Бернар Кушнер (Bernard Kouchner) заявил, что Франция «больше не может работать с режимом Камары» и призвал к международному вмешательству в дела Гвинеи[23]. 7 октября 2009 года Кушнер добавил, что его страна предполагает личное участие Камары в подавлении акции протеста в Конакри и личном принятии решения на расстрел демонстрантов[32].